# Bogusław Ogrodnik
Bogusław Ogrodnik (ur. 20 lutego 1965 we Wrocławiu) – polski wspinacz, pływak, płetwonurek, podróżnik, przedsiębiorca. Rekordzista świata w deniwelacji, czyli różnicy wysokości między dwoma punktami na Ziemi.

## Życiorys
Ukończył studia w Akademii Wychowania Fizycznego we Wrocławiu na kierunku trenerskim oraz na Wydziale Prawa Uniwersytetu Wrocławskiego. Członek Rady Konsultacyjnej Wydziału Wychowania Fizycznego AWF Wrocław,
Polskiego Towarzystwa Medycyny i Techniki Hiperbarycznej, Polskiego Związku Alpinizmu, Channel Swimming & Piloting Federation, International Ice Swimming Association oraz International Association of Nitrox & Technical Divers.

## Osiągnięcia sportowe

### Projekt 9000 m
Rekordzista Świata w deniwelacji, czyli różnicy wysokości między dwoma punktami na Ziemi zdobycie w 18 maja 2006 r. Mount Everest 8848 m i nurkowanie w Blue Hole na Synaju na 163 m dało rekordowe i nie pobite do tej pory 9011 m różnicy wysokości.

### Korona Ziemi
Zdobywca Korony Ziemi, trzeci  i jak do tej pory jej najszybszy polski zdobywca (4 lata i 5 miesięcy). W jej skład weszły (w kolejności zdobycia) następujące góry:
- Aconcagua (14 lutego 2004)
- Mont Blanc (15 października 2004)
- Mount Everest (18 maja 2006)
- Elbrus (10 października 2006)
- Góra Kościuszki (19 listopada 2006)
- Kilimandżaro (18 lutego 2007)
- Piramida Carstensza (31 marca 2007)
- Denali (26 maja 2007)
- Mount Vinson (18 stycznia 2008)

### Inne górskie osiągnięcia
- Cho Oju (30 września 2004)
- Kilimandżaro (13 lutego 2013) wraz z dwójką swoich dzieci (Martą i Maćkiem) zdobył szczyt a dzieci zostały najmłodszym rodzeństwem, które razem osiągnęło Dach Afryki[2]
- Korona Gór Polski (28 szczytów głównych pasm górskich w Polsce)
- Korona Sudetów (22 szczyty głównych pasm Sudetów)

### Pływanie
- Potrójna Korona w Pływaniu na Wodach Otwartych. Zdobył ją jako pierwszy Polak przepływając:
  - Kanał La Manche (34 km) w czasie 20:33:00 (27 lipca 2014)[3]
  - Kanał Catalina (34 km) w czasie 13:04:00 (6 czerwca 2016)[4]
  - Manhattan Island (46,5 km) w czasie 08:13:00 (23 lipca 2017)[5]
- Zatoka Gdańska (23 sierpnia 2008) historyczna trasa pływaków z połowy XX w. między miejscowością Hel a Gdynią. Dystans 20 km w czasie 08:46:00. Pierwsze przepłynięcie po ponad 40 latach przerwy[6].
- Zatoka Pucka 11 km – wielokrotne od lipca 2011 r. przepłynięcie maratonu Wilków Morskich, zarówno z synem Maćkiem jak i córką Martą[7].
- Cieśnina Gibraltarska (25 maja 2013) w czasie 5:28:00 (18,5 km) – bez pianki z 15 letnim wówczas synem Maćkiem jako pierwsi na świecie razem przepłynęli z Europy do Afryki[8].
- Otyliada (1 marca 2014) – trzecie miejsce w ogólnopolskim 12-godzinnym maratonie pływackim[9].
- Cieśnina Mesyńska (5 października 2015) – podwójne przepłynięcie w czasie 1:45:07[10].
- Alcatraz Island do San Francisco (2015)[11].

### Zimowe pływanie
- Puchar Świata International Winter Swimming Association 2015/16 – II miejsce w kategorii wiekowej F.
- „Ice Mila” – jako pierwszy Polak przepłynął odcinek  ponad 1650 m w temp. wody 3,9 °C w czasie 00:35:49[12].
- Mistrz Polski w Zimowym Pływaniu – w latach 2014-2016 wielokrotnie i na różnych dystansach stawał na najwyższym stopniu podium[13].

### Nurkowanie
Brał udział w wielu wyprawach w najdalsze zakątki świata, m.in.: nurkował jako jeden z pierwszych Polaków na wrakowisku poligonu atomowego US Army na Atolu Bikini na Pacyfiku oraz na największym wrakowisku okrętów wojennych armii Japonii na Atolu Chuuk w Mikronezji. Szkolił się w światowym centrum ochrony rekina (Natal Sharks Board) Durban w RPA. Uczestniczył m.in. w takich projektach jak: 
- bicie rekordu świata w nurkowaniu technicznym Nuno Gomesa (Synaj 2004)
- "Polish DPV Projekt - Mexico 2005" – rekord świata w penetracji jaskiniowej (14 000 m)[14]
- World Record in Cave Diving Mexico 2009 (17 000 m)[15]

### Inne wyzwania
- Bajkalsko - Amurska Magistrala (BAM) na Syberii – uczestnik pierwszego polskiego zespołu offroadowego, który przejechał wzdłuż słynnej trasy kolejowej.
- Bloukrans Bridge (216 m) – skok z najwyższego komercyjnego bungee na świecie[16].
- Biegi ULTRA (na 100 i więcej kilometrów) - ukończył wiele biegów w Polsce i w Europie (w tym również na orientację) takich jak Harpagan, Twardziel Świętokrzyski, Przejście Kotliny Jeleniogórskiej, Carrera X Montana Sierra de Chiva itp.

## Nagrody i wyróżnienia
- 2008: Złota Płetwa za „Projekt 9000” nagroda magazynu „Nurkowanie”
- 2009: Nagroda Prezydenta Wrocławia przyznana za zasługi dla Miasta[17]
- 2009: Ślad Zdobywców – z inicjatywy Urzędu Miasta Karpacza i Szkoły Górskiej odsłonił odlany w brązie odcisk swojego buta wyprawowego na Skwerze Zdobywców w Karpaczu[18]
- 2012:I nagroda w kategorii „Wydarzenie” na festiwalu  „10 minut” Festiwal Filmowy w Sopocie za film Tomasza Kuca „Maraton Morski” z przepłynięcia wpław Zatoki Gdańskiej[19]

## Działalność charytatywna
Flagi wniesione na szczyty najwyższych gór wszystkich kontynentów ale i inne przedmioty z najodleglejszych zakątków świata przekazuje na aukcje charytatywne. Jak na razie najwyższą wartość osiągnęła flaga ze szczytu Everestu która wylicytowana została za kwotę 50 tys. euro.